# Gle Loyang
Gle Loyang är ett berg i Indonesien.   Det ligger i provinsen Aceh, i den västra delen av landet, 1 700 km nordväst om huvudstaden Jakarta. Toppen på Gle Loyang är 643 meter över havet.
Terrängen runt Gle Loyang är varierad, och sluttar norrut. Runt Gle Loyang är det ganska glesbefolkat, med 23 invånare per kvadratkilometer. Närmaste större samhälle är Reuleuet, 11,6 km norr om Gle Loyang. I omgivningarna runt Gle Loyang växer i huvudsak städsegrön lövskog.